# Хансен, Беньямин
Беньямин Тидеманн Хансен (дат. Benjamin Tiedemann Hansen; род. 7 февраля 1994, Bogense, Южная Дания) — датский футболист, защитник клуба «Молде». На правах аренды выступает за клуб «АИК».

## Клубная карьера
Хансен — воспитанник клубов «Сковби», «Богенсе», «Несби» и «Вайле». С 2013 по 2017 год он выступал за команды низших дивизионов «Мариенлист» и «Фередерисия». Летом 2017 года Хансен подписал контракт с «Норшелланном». 22 сентября в матче против «Сённерйюска» он дебютировал в датской Суперлиге. В начале 2019 года Хансен перешёл в норвежский «Хёугесунн». 31 марта в матче против «Стрёмгодсета» он дебютировал в Типпелиге. 14 июля в поединке против «Тромсё» Беньямин забил свой первый гол за «Хёугесунн».
В начале 2022 года Хансен перешёл в «Молде», подписав контракт на 3 года. 2 апреля в матче против «Волеренги» он дебютировал за новый клуб.
30 августа 2023 года перешел на правах аренды в шведский клуб «АИК» до конца 2023 года. В чемпионате Швеции дебютировал 18 сентября в матче против «Дегерфорс».